# Paździorek rdzawy
Paździorek rdzawy (Stemonitis axifera (Bull.) T. Macbr.) – gatunek śluzowców.

## Systematyka i nazewnictwo
Pozycja w klasyfikacji według Index Fungorum: Stemonitidaceae, Stemonitida, Incertae sedis, Myxogastrea, Mycetozoa, Amoebozoa, Protozoa.
Po raz pierwszy takson ten zdiagnozował w 1791 r. Jean Baptiste Bulliard, nadając mu nazwę Trichia axifera. Obecną, uznaną przez Index Fungorum nazwę nadał mu w 1889 r. T.H. Macbride, przenosząc go do rodzaju Stemonitis.
Nazwa polska na podstawie opracowania Świat śluzowców...

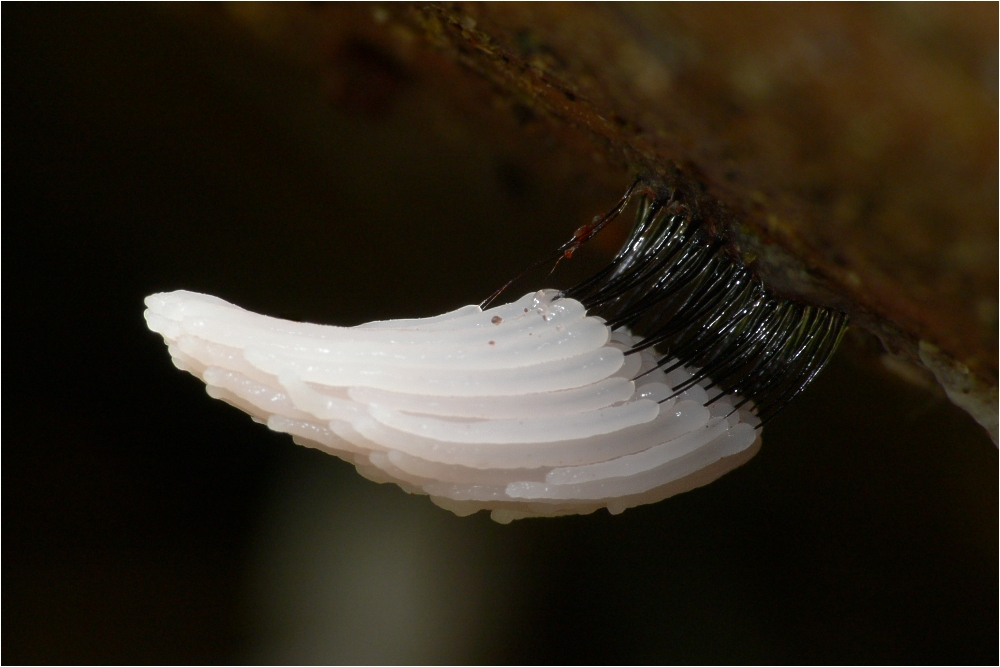
Klaster młodych zarodni
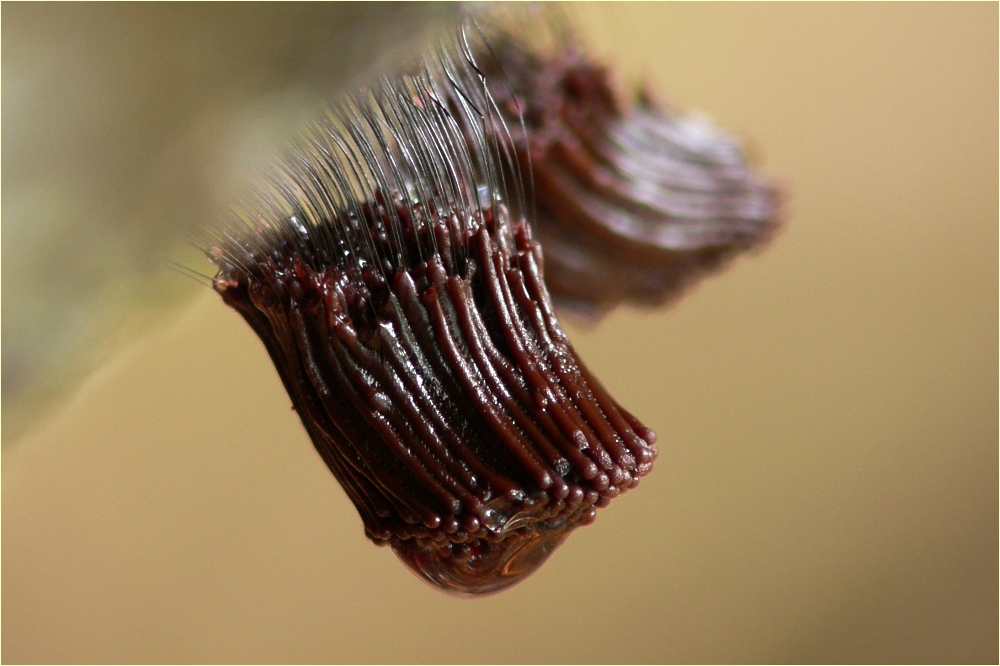
Dojrzewające zarodnie
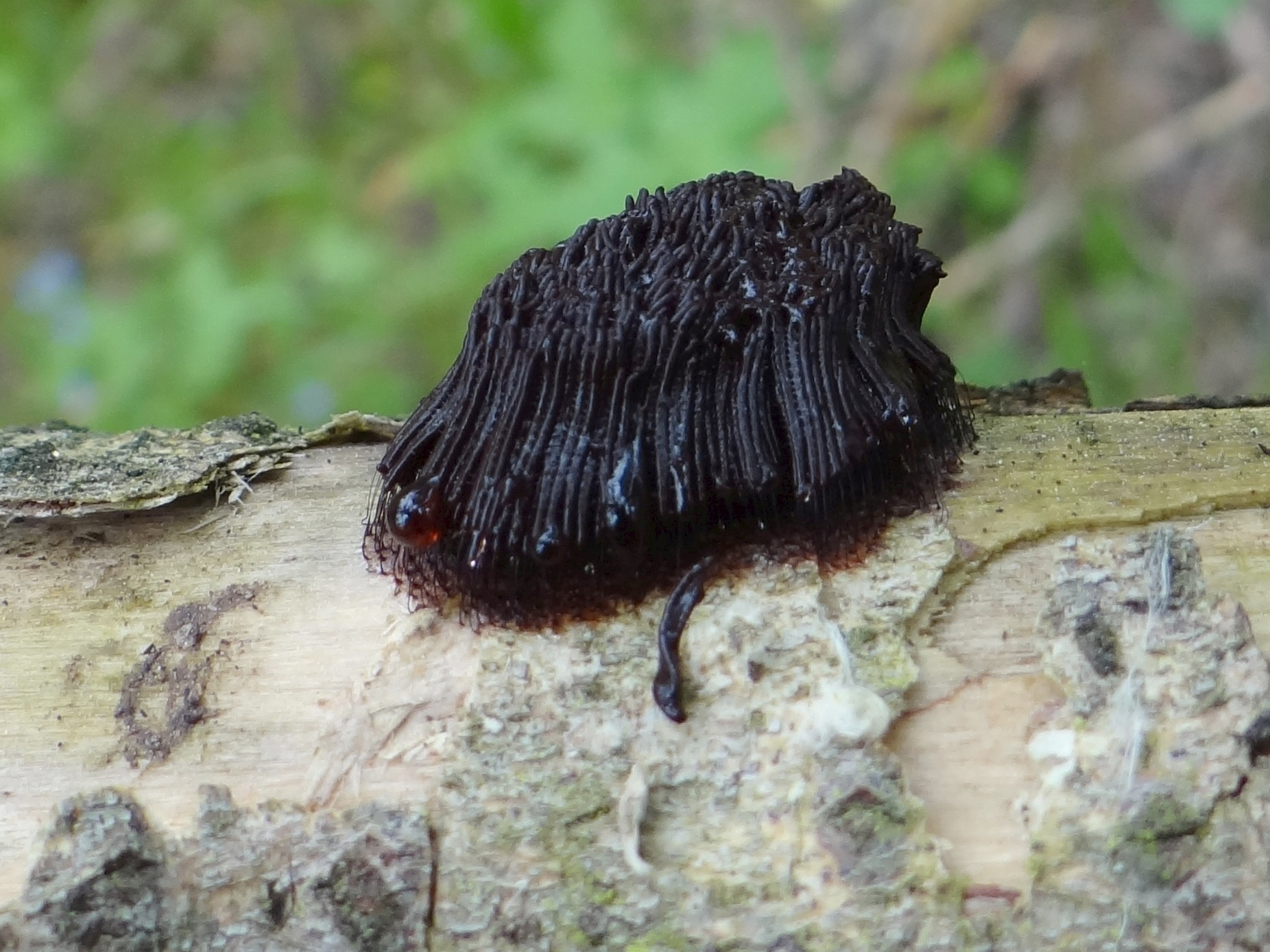
Dojrzałe zarodnie

## Morfologia
Plazmodium białe, rzadziej żółte. Zarodnie zazwyczaj występują ściśle obok siebie w dużych grupkach, tworząc zlepione klastry o średnicy 10–50 mm. Pojedyncza zarodnia ma kształt wydłużonego walca o zaokrąglonych końcach. Ma długość 7–20 mm i średnicę 2–3 mm. Osadzona jest na czarnym, cienkim trzonku o długości 3–7 mm. Trzonek wyrasta z błoniastej leżni i wrasta do zarodni, gdzie przechodzi w kolumellę. Włośnia o gładkiej powierzchni, ściśle związana z kolumellą. Ma postać kilku grubych gałęzi i mocnych włókien tworzących siatkę o małych, zaokrąglonych oczkach dość różnej wielkości. Zarodniki blade, różowo-brązowe, o średnicy 5–7 μm i gładkiej powierzchni.
Zarodnie początkowo są białe. Podczas dojrzewania cały czas ciemnieją. Stają się rdzawe, później brązowe, czekoladowobrązowe i na koniec niemal czarne.

## Występowanie i siedlisko
Jest rozprzestrzeniony na całym świecie; poza Antarktydą występuje na wszystkich kontynentach i na wielu wyspach. Jest najczęściej spotykanym gatunkiem paździorków.
W Polsce występuje w lasach liściastych i mieszanych przez cały sezon wegetacyjny, najczęściej latem. Rozwija się na martwym drewnie, zarówno drzew liściastych, jak i iglastych, na pniakach, pniach i gałęziach. Saprotrof.
W Ameryce Północnej jest ulubionym źródłem pokarmu dla ślimaków z rodzaju Philomycus, które wypełzają z ukrycia w nocy i zjadają zarodnie paździorka w kierunku od góry w dół. Preferują tylko młode zarodnie, pomijają dojrzałe.